# Гонконг на зимних Олимпийских играх 2018
Гонконг на зимних Олимпийских играх 2018 года был представлен Арабеллой Ын, которая приняла участия в соревнованиях в горнолыжном спорте. Уже четвёртый раз подряд сборная Гонконга на зимних Олимпийских играх была представлена только одним спортсменом. Также Арабелле Ын было доверено право нести национальный флаг на церемонии открытия Игр, а на церемонии закрытия флаг нёс волонтёр соревнований. По итогам соревнований Арабелле Ын не удалось завоевать олимпийскую награду.

## Состав сборной
Горнолыжный спорт
1. Арабелла Ын

## Результаты соревнований

### Лыжные виды спорта

#### Горнолыжный спорт
Квалификация спортсменов для участия в Олимпийских играх осуществлялась на основании специального квалификационного рейтинга FIS по состоянию на 21 января 2018 года. При этом НОК для участия в Олимпийских играх мог выбрать только того спортсмена, который вошёл в топ-500 олимпийского рейтинга в своей дисциплине, и при этом имел определённое количество очков, согласно квалификационной таблице. Страны, не имеющие участников в числе 500 сильнейших спортсменов, могли претендовать только на квоты категории «B» в технических дисциплинах. По итогам квалификационного отбора сборная Гонконга стала обладательницей олимпийской лицензии категории «B» в женских соревнованиях, которую для страны завоевала Арабелла Ын. Гонконг впервые был представлен в горных лыжах. Ранее представители Гонконга участвовали только в шорт-треке.
Женщины
| Соревнование      | Спортсмены  | Скоростной спуск/ 1 спуск | Скоростной спуск/ 1 спуск | Слалом/ 2 спуск | Слалом/ 2 спуск | Всего   | Место | Отставание |
| Соревнование      | Спортсмены  | Время                     | Место                     | Время           | Место           | Всего   | Место | Отставание |
| ----------------- | ----------- | ------------------------- | ------------------------- | --------------- | --------------- | ------- | ----- | ---------- |
| слалом            | Арабелла Ын | DNF                       | DNF                       | —               | —               | —       | —     | —          |
| гигантский слалом | Арабелла Ын | 1:27,25                   | 63                        | 1:23,29         | 55              | 2:50,54 | 56    | +30,52     |